# Галагуз Антон
Анто́н Галагу́з (* 1986) — український пауерліфтер.

## Життєпис
Закінчив Донбаський державний технічний університет.
Досить довго грав в футбол — з 1 по 10 клас.
Призер командної першості по програмі Strongman.
П'ятиразовий чемпіон України, триразовий володар кубка України, рекордсмен України і Європи.
Багаторазовий володар кубків України з пауерліфтингу; абсолютний чемпіон кубка України з пауерліфтингу.
Бронзовий призер чемпіонату Світу з пауерліфтингу (WPC). Чемпіон Світу з пауерліфтингу (IPA; 2012). Рекордсмен України, Європи та Світу у віковій категорії (юніори).
Переможець і призер українських комерційних турнірів по CrossFit. Учасник і призер міжнародних змагань з CrossFit.
З 2017 року живе в Литві — з'явилась можливість відкрити з братом Антоном свій зал.